# Aberto da Inglaterra de Snooker
O English Open ou Aberto da Inglaterra é um torneio profissional de snooker. O evento ocorre anualmente na Inglaterra desde 2016 e faz parte do calendário do ranking mundial da categoria. O atual campeão do torneio é o inglês Mark Selby.

## História
O evento foi anunciado oficialmente em 29 de abril de 2015 por Barry Hearn, presidente da World Snooker, com primeira edição em 2016 na cidade de Manchester, na Inglaterra, e como parte da nova Home Nations Series, série de eventos que conta com torneios existentes como o Welsh Open e os novos Northern Ireland Open e Scottish Open. O vencedor do English Open recebe o Davis Trophy, troféu em homenagem ao ex-campeão mundial da categoria Steve Davis.
O evento inaugural aconteceu de 10 e 16 de outubro de 2016 e foi vencido pelo chinês Liang Wenbo. Na edição do ano seguinte, o troféu foi levantado pelo inglês Ronnie O'Sullivan que teve um desempenho impecável. O inglês Stuart Bingham venceu o English Open de 2018, superando o compatriota Mark Davis na final. O 19.com English Open de 2019 aconteceu de 14 a 20 de outubro no K2 em Crawley. O inglês Mark Selby ganhou o título pela primeira vez, vencendo o compatriota David Gilbert por 9–1 na final.

## Edições
| Ano                    | Campeão                | Vice-campeão           | Placar                 | Patrocinador           | Local                        | Temporada              | Ref.                   |
| English Open (ranking) | English Open (ranking) | English Open (ranking) | English Open (ranking) | English Open (ranking) | English Open (ranking)       | English Open (ranking) | English Open (ranking) |
| ---------------------- | ---------------------- | ---------------------- | ---------------------- | ---------------------- | ---------------------------- | ---------------------- | ---------------------- |
| 2016                   | Liang Wenbo            | Judd Trump             | 9–6                    | Coral                  | EventCity, Manchester        | 2016–17                | [ 9 ] [ 10 ]           |
| 2017                   | Ronnie O'Sullivan      | Kyren Wilson           | 9–2                    | Dafabet                | Barnsley Metrodome, Barnsley | 2017–18                | [ 11 ] [ 12 ]          |
| 2018                   | Stuart Bingham         | Mark Davis             | 9–7                    | BetVictor              | K2 Leisure Centre, Crawley   | 2018–19                | [ 13 ] [ 14 ]          |
| 2019                   | Mark Selby             | David Gilbert          | 9–1                    | 19.com                 | K2 Leisure Centre, Crawley   | 2019–20                | [ 15 ] [ 16 ]          |

### Títulos por jogador
| Jogador           | Título(s) | Vice(s) | Ano(s) do(s) título(s) | Ano(s) do(s) vice(s) |
| ----------------- | --------- | ------- | ---------------------- | -------------------- |
| Liang Wenbo       | 1         | 0       | 2016                   |                      |
| Ronnie O'Sullivan | 1         | 0       | 2017                   |                      |
| Stuart Bingham    | 1         | 0       | 2018                   |                      |
| Mark Selby        | 1         | 0       | 2019                   |                      |
| Judd Trump        | 0         | 1       |                        | 2016                 |
| Kyren Wilson      | 0         | 1       |                        | 2017                 |
| Mark Davis        | 0         | 1       |                        | 2018                 |
| David Gilbert     | 0         | 1       |                        | 2019                 |

### Títulos por país
| País       | Título(s) | Vice(s) | Jogador(es) campeão(ões)                                  |
| ---------- | --------- | ------- | --------------------------------------------------------- |
| Inglaterra | 3         | 4       | Ronnie O'Sullivan (1), Stuart Bingham (1), Mark Selby (1) |
| China      | 1         | 0       | Liang Wenbo                                               |